# آی‌ای‌آر-۸۲۴
آی‌ای‌آر-۸۲۴ (به انگلیسی: IAR-824) یک هواپیمای ساختِ کارخانهٔ ایندوستریا آئروناتیکا رومانا در کشور رومانی است. این هواپیما در ۲۳ مه ۱۹۷۱ میلادی نخستین پرواز خود را انجام داد.